# Tóth Zoltán (testépítő)
Tóth Zoltán (1977. július 23.) IFBB profi testépítő.

## Eredményei
| Év   | Verseny                                         | Helyezés    |
| ---- | ----------------------------------------------- | ----------- |
| 1998 | Aranyjelvényes minősítés                        |             |
| 1998 | Junior ob (75 kg)                               | 1. helyezés |
| 1999 | II. osztályú magyar bajnokság, 75 kg            | 1. helyezés |
| 2000 | IFBB Európa-bajnokság, 75 kg                    | 6. helyezés |
| 2001 | Mátra Kupa, abszolút                            | 1. helyezés |
| 2001 | Magyar bajnokság, 90 kg                         | 1. helyezés |
| 2001 | Superbody Grand Prix, abszolút                  | 1. helyezés |
| 2001 | IFBB Nemzetközi, abszolút                       | 1. helyezés |
| 2001 | 2001 Legeredményesebb Magyar Férfi Testépítője  |             |
| 2002 | IFBB Nemzetközi, abszolút                       | 1. helyezés |
| 2003 | Magyar bajnokság, 95 kg                         | 1. helyezés |
| 2003 | Tisza Kupa, abszolút                            | 1. helyezés |
| 2003 | Superbody Grand Prix, abszolút                  | 1. helyezés |
| 2003 | MTBÉ, nehézsúly                                 | 1. helyezés |
| 2003 | WABBA világbajnokság, medium class              | 4. helyezés |
| 2004 | Mátra Kupa, abszolút                            | 1. helyezés |
| 2004 | Tisza Kupa, abszolút                            | 1. helyezés |
| 2004 | MTBÉ, abszolút                                  | 1. helyezés |
| 2006 | Tisza Kupa, abszolút                            | 1. helyezés |
| 2006 | IFBB European Elite Championship Tour, abszolút | 5. helyezés |
| 2007 | IFBB profi kártya                               |             |
| 2009 | IFBB Elite Championships, abszolút              | 1. helyezés |